# My Bloody Valentine (película de 2009)
My Bloody Valentine 3D (en español: San Valentín sangriento 3D) es el remake de la película homónima de 1981. Fue dirigida y editada por Patrick Lussier, con guion de Todd Farmer y Zane Smith (basados en el de John Beaird), producida por Jack Murray y protagonizada por Jensen Ackles y Jaime King. Presentada de una forma impactantemente realista, fue proyectada en 3D y en versión normal en salas de cine; se estrenó el 16 de enero de 2009, por Lionsgate, y obtuvo buenos comentarios.

## Sinopsis
Hace 10 años, una tragedia cambió al poblado de Harmony para siempre. Tom Hanniger, un inexperto minero, causó un accidente en los túneles atrapando y matando a cinco hombres y enviando al único sobreviviente, Harry Warden, a un coma permanente. Pero Harry Warden quiere vengarse. Exactamente un año después, en el día de San Valentín, él se despierta y asesina brutalmente a 22 personas con un pico de minero. 
Diez años después, Tom Hanniger regresa a Harmony en el día de San Valentín, aún es perseguido por las muertes que él causó. Luchando para reparar el daño del pasado, él lucha sus sentimientos hacia su exnovia, Sarah, quien ahora está casada con su mejor amigo, Axel, el alguacil del pueblo. Pero esta noche, después de años de paz, algo del pasado oscuro de Harmony ha regresado. Harry Warden,  usando una máscara de minero y armado con un pico, no parará en su camino.
Y mientras sus pasos se acercan, Tom, Sarah y Axel se dan cuenta del terror que están a punto de vivir a manos de Harry Warden, quien ha regresado para reclamarles el corazón.

## Reparto
- Jensen Ackles es Tom Hanniger.
- Jaime King es Sarah Palmer.
- Kerr Smith es Axel Palmer.
- Edi Gathegi es Martin.
- Tom Atkins es Burke.
- Betsy Rue es Irene Monroy.
- Kevin Tighe es Ben Foley.
- Megan Boone es Megan.
- Karen Baum es Deputy Ferris.
- Joy de la Paz es Rosa.
- Marc Macaulay es Riggs.
- Todd Farmer es Frank el camionero.
- Jeff Hochendoner es Red.
- Bingo O'Malley es el Oficial Hinch.
- Liam Rhodes es Michael.

## Producción
La película se rodó en el suroeste de Pensilvania, aprovechando los incentivos fiscales del estado para las producciones cinematográficas, así como la versatilidad topográfica y arquitectónica de la zona metropolitana de Pittsburgh. El rodaje comenzó el 11 de mayo de 2008 en el condado de Armstrong, a lo largo de la Ruta 28, en localizaciones como el mercado de Sprankle en Kittanning, la comisaría de policía de Ford City y el exterior de la mina Logansport en Bethel. La producción pasó 13 días filmando escenas en el Tour-Ed Mines, una mina situada en el suburbio de Tarentum, en Pittsburgh, que ha estado fuera de producción desde la década de 1960 y que ahora funciona como museo. El interior del Valliant's Diner, en Ross Township, se utilizó como localización para una escena y una casa en Hulton Road, Oakmont, un suburbio de Pittsburgh, también se utilizó como localización.
La película se rodó íntegramente en formato digital con resolución 4K. Los cineastas utilizaron la Red One de Red Digital Cinema Camera Company y la SI-2K Digital Cinema Camera de Silicon Imaging como cámaras digitales. Max Penner, responsable de la estereografía de la película, consideró que estas cámaras, más ligeras y pequeñas, eran más fáciles de utilizar. My Bloody Valentine fue la primera película con calificación R que se proyectó utilizando la tecnología RealD y que se estrenó a gran escala en cines. La película también estuvo disponible en 2D para los cines que no estaban equipados para procesar la tecnología digital 3D.
El maquillaje es obra de Gary J. Tunnicliffe.

## Lanzamiento
En su fin de semana de estreno, la película recaudó $24,1 millones, situándose en el tercer puesto del fin de semana, por detrás de Gran Torino, en el segundo puesto, y de Paul Blart: Mall Cop, en el primero, En su segundo fin de semana, la película recaudó unos $10,1 millones, lo que la situó en el sexto puesto de la taquilla nacional. La película recaudó $51.545.952 en Estados Unidos y Canadá, y $49.188.766 en los demás mercados, para un total mundial de $100.734.718.